# Zoeterwoude
Zoeterwoude (phát âmⓘ) là một đô thị ở phía tây Hà Lan, trong tỉnh Nam Holland. Đô thị này có diện tích 21,91 km² (trong đó có 0,67 km² diện tích mặt nước). Dân số là 8.526 người năm 2004.
Đô thị Zoeterwoude gồm Zoeterwoude-Dorp, Zoeterwoude-Rijndijk, Gelderswoude, Weipoort, Westeinde, và Zuidbuurt.

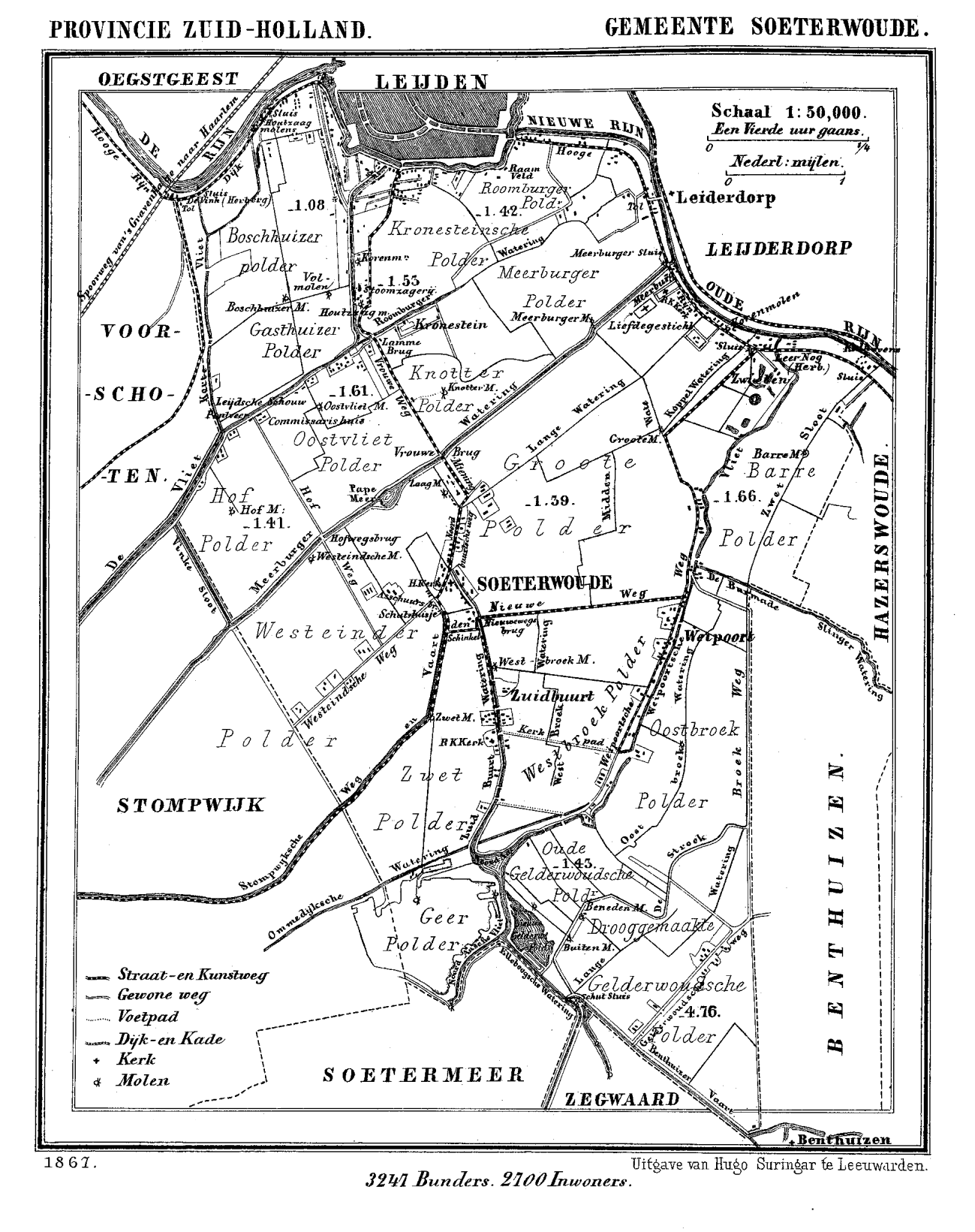
Zoeterwoude năm 1867.

## Người địa phương Zoeterwoude
- Harm Kamerlingh Onnes (1893-1985)
- Paul van Kempen (1893-1955)
- Bram van Velde (1895-1981)
- Jeroen Straathof (sinh 1972)
- Suzanne de Goede (sinh 1984)